# Calgary Stampeders (Eishockey)
Die Calgary Stampeders waren ein kanadisches Eishockeyfranchise der Western Hockey League aus Calgary, Alberta.

## Geschichte
Die Calgary Stampeders wurden 1938 als Amateurmannschaft gegründet. Ihre ersten vier Spielzeiten verbrachten sie in der Alberta Senior Hockey League. Während des Zweiten Weltkriegs pausierte die Mannschaft zwischenzeitlich, ehe sie 1945 in der Western Canada Senior Hockey League wieder den Spielbetrieb aufnahm, in der sie sechs Jahre lang blieb. Die erfolgreichste Saison in diesem Zeitraum war die Spielzeit 1945/46, als man zunächst den Meistertitel der WCSHL und anschließend den Allan Cup, die Trophäe für den kanadischen Amateurmeister, gewann. In den Jahren 1947 und 1950 gewann man erneut den Meistertitel der WCSHL.
Zur Saison 1951/52 wechselten die Stampeders in den Profibereich und schlossen sich der Pacific Coast Hockey League an. Als diese nach einem Jahr von der Western Hockey League abgelöst wurde, traten die Stampeders in dieser weitere zwölf Jahre lang an. In der Saison 1953/54 konnten sie dabei den Lester Patrick Cup, den Meistertitel der WHL, gewinnen. Im Anschluss an die Saison 1962/63 zog sich die Mannschaft aus der WHL und somit dem Profibereich zurück. Zuletzt spielten die Stampeders von 1968 bis 1971 in der Alberta Senior Hockey League, in der sie einst begonnen hatten, und in der Saison 1971/72 in der Amateurliga Prairie Hockey League. In der Saison 1978/79 spielte zudem ein gleichnamiges Team in der Amateurliga Western International Hockey League.

## Saisonstatistik (PCHL/WHL)
Abkürzungen: GP = Spiele, W = Siege, L = Niederlagen, T = Unentschieden, OTL = Niederlagen nach Overtime SOL = Niederlagen nach Shootout, Pts = Punkte, GF = Erzielte Tore, GA = Gegentore, PIM = Strafminuten
| Saison  | GP | W  | L  | T  | OTL | SOL | Pts | GF  | GA  | Platz        | Playoffs           |
| 1951/52 | 70 | 24 | 37 | 9  | —   | —   | 57  | 278 | 320 | 7., PCHL     |                    |
| 1952/53 | 70 | 31 | 27 | 12 | —   | —   | 74  | 254 | 252 | 3., WHL      |                    |
| 1953/54 | 60 | 28 | 25 | 7  | —   | —   | 83  | 266 | 206 | 2., WHL      | Lester Patrick Cup |
| 1954/55 | 70 | 29 | 29 | 12 | —   | —   | 70  | 262 | 258 | 4., WHL      |                    |
| 1955/56 | 70 | 40 | 30 | 0  | —   | —   | 80  | 292 | 242 | 2., WHLP     |                    |
| 1956/57 | 70 | 29 | 37 | 4  | —   | —   | 62  | 220 | 230 | 3., WHLP     |                    |
| 1957/58 | 70 | 30 | 35 | 5  | —   | —   | 65  | 222 | 223 | 3., WHLP     |                    |
| 1958/59 | 64 | 42 | 21 | 1  | —   | —   | 85  | 263 | 196 | 1., WHLP     |                    |
| 1959/60 | 70 | 32 | 36 | 2  | —   | —   | 66  | 245 | 227 | 5., WHL      |                    |
| 1960/61 | 70 | 44 | 22 | 4  | —   | —   | 92  | 300 | 215 | 1., WHL      |                    |
| 1961/62 | 70 | 36 | 29 | 5  | —   | —   | 77  | 292 | 271 | 3., WHLN     |                    |
| 1962/63 | 70 | 23 | 45 | 2  | —   | —   | 48  | 227 | 284 | 4., Northern |                    |